# Ткач, Давид
Дави́д Ткач (пол. Dawid Tkacz; 25 января 2005, Ленчна) — польский футболист, полузащитник клуба «Видзев».

## Клубная карьера
Давид Ткач родился в городе Ленчна на востоке Польши и начал заниматься футболом в спортивной школе местного клуба «Гурник». Где с 2015 играл в молодёжной команде.
Сезон 2021/22 футболист начал в первой команде, но по результатам того сезона «Гурник» выбыл из элитного дивизиона и следующий сезон Ткач провёл, играя за клуб и Первой лиге. Но летом 2023 года футболист снова вернулся в высший дивизион, перейдя свободным агентом в клуб «Видзев».

## Карьера в сборной
С 2022 года Давид Ткач защищал цвета юношеских сборных Польши.